# Premio ITAS del Libro di Montagna
Il Premio ITAS del Libro di Montagna è un premio letterario annuale italiano, istituito nel 1971. 
Dal 2013 è istituito il Premio ITAS Montagnavventura, per racconti scritti da ragazze e ragazzi tra gli 11 e i 26 anni.
Presidente del Premio ITAS per la 44ª edizione è lo scrittore Enrico Brizzi. La giuria è inoltre composta da Gian Mario Villalta, Claudio Bassetti, Luana Bisesti, Leonardo Bizzaro, Lorenzo Carpanè,  Linda Cottino e Danilo Zanoni.
Dal 1982 al 2008 è stato presieduto da Mario Rigoni Stern. Tra i giurati ha avuto personalità di grande spicco: oltre a Rigoni Stern, Giovanni Testori, Folco Quilici, Joseph Zoderer.
Nel corso degli anni sono state premiate opere che hanno fatto la storia del libro di montagna e che hanno anticipato direzioni di ricerca.

## Storia del premio
Di seguito vengono elencati tutti i libri vincitori dal 1971 ad oggi.
| Anno | Autore                                                                                      | Opera                                                                                       | Editore                                  | Categoria                                      |
| ---- | ------------------------------------------------------------------------------------------- | ------------------------------------------------------------------------------------------- | ---------------------------------------- | ---------------------------------------------- |
| 1971 | Severino Casara                                                                             | Preuss, l'alpinista leggendario                                                             | Longanesi, Milano                        |                                                |
| 1973 | Gianfranco Bini – Sandrino Bechaz                                                           | Lassù gli ultimi. La vie des montagnards                                                    | Virginia Edizioni, Pero (Milano)         |                                                |
| 1974 | Aldo Gorfer e Flavio Faganello                                                              | Gli eredi della solitudine                                                                  | Arti Grafiche Saturnia, Trento           |                                                |
| 1975 | Reinhold Messner                                                                            | Il 7º grado. Scalando l'impossibile                                                         | Görlich editore, Milano                  |                                                |
| 1976 | Carlo Maria Gramaccioli                                                                     | Minerali alpini e prealpini                                                                 | Atlas, Bergamo                           |                                                |
| 1977 | Autori vari                                                                                 | Civiltà rurale di una valle veneta. La val Leogra                                           | Accademia Olimpica, Vicenza              |                                                |
| 1979 | Società speleologica italiana                                                               | Manuale di speleologia                                                                      | Longanesi, Milano                        |                                                |
| 1980 | Dino e Franco Perco                                                                         | Il capriolo                                                                                 | Il Carso, Trieste                        |                                                |
| 1981 | Luciano Imperadori, Mauro Neri, disegni di Carlo Sartori, introduzione di Carlo Leonardelli | Le stagioni della solidarietà                                                               | Priuli & Verlucca, Ivrea                 |                                                |
| 1982 | Jean-Luc Bernard                                                                            | Nosto modo. Testimonianza di civiltà provenzale alpina a Blins (Bellino)                    | Coumboscuro, Cuneo                       |                                                |
| 1983 | Reinhard Karl                                                                               | Montagna vissuta. Tempo per respirare, traduzione di Silvia Metzeltin                       | Dall'Oglio, Milano                       |                                                |
| 1984 | Autori vari                                                                                 | Tre guide della «Collana Itinerari naturalistici e geografici»                              | C.A.I.                                   |                                                |
| 1985 | Aurelio Benetti – Dario Benetti                                                             | Valtellina e Valchiavenna. Dimore rurali                                                    | Jaca Book, Milano                        |                                                |
| 1986 | Joseph Zoderer                                                                              | L'Italiana, traduzione di Umberto Gandini                                                   | Mondadori, Milano                        |                                                |
| 1987 | Gino Buscaini                                                                               | Le Dolomiti orientali. Le 100 più belle ascensioni                                          | Zanichelli, Bologna                      |                                                |
| 1988 | Armando Mammino – Giulia Zanoni                                                             | Monte Bianco. Natura e paesaggi di rocce e ghiacciai                                        | Musumeci, Aosta                          |                                                |
| 1989 | Kurt Diemberger                                                                             | K2. Il nodo infinito, sogno e destino                                                       | Dall'Oglio, Milano                       |                                                |
| 1990 | Marina Jarre                                                                                | Ascanio e Margherita                                                                        | Bollati Boringhieri, Torino              |                                                |
| 1991 | Pier Paolo Viazzo                                                                           | Comunità alpine. Ambiente, popolazione, struttura sociale nelle Alpi dal XVI secolo ad oggi | Il Mulino, Bologna                       |                                                |
| 1992 | Walt Unsworth                                                                               | Everest                                                                                     | Mursia, Milano                           |                                                |
| 1993 | Flavio Faganello                                                                            | Trentino - Alto Adige. Il mio mondo                                                         | Flavio Faganello                         |                                                |
| 1994 | Julio Llamazares                                                                            | La pioggia gialla                                                                           | Einaudi, Torino                          |                                                |
| 1995 | Robert Schneider                                                                            | Le voci del mondo                                                                           | Einaudi, Torino                          |                                                |
| 1996 | Herbert Reisigl - Richard Keller                                                            | Guida al bosco di montagna. Alberi, arbusti e vegetazioni del sottobosco                    | Bologna, Zanichelli                      |                                                |
| 1997 | Enrico Rizzi, curatore                                                                      | Le case dei Walser sulle Alpi                                                               | Fondazione Enrico Monti, Anzola d'Ossola |                                                |
| 1998 | Jon Krakauer                                                                                | Aria sottile (titolo originale: Into Thin Air)                                              | Corbaccio, Milano                        |                                                |
| 1999 | Enrico Camanni                                                                              | La guerra di Joseph                                                                         | Vivalda, Torino                          |                                                |
| 2000 | Yves Ballu                                                                                  | Naufragio sul Monte Bianco. La tragedia di Vincendon ed Henry                               | CDA & Vivalda, Torino                    |                                                |
| 2001 | Peter Firstbrook                                                                            | Scomparsi sull'Everest                                                                      | Pratiche, Parma                          |                                                |
| 2002 | Riccardo Cassin                                                                             | Capocordata. La mia vita di alpinista                                                       | Vivalda Editori, Torino                  |                                                |
| 2003 | Zbigniew Tumidajewicz                                                                       | Un'estate a Chamonix. Alpinisti polacchi all'avventura                                      | Centro di documentazione alpina, Torino  |                                                |
| 2004 | John Berger                                                                                 | Una volta in Europa                                                                         | Bollati Boringhieri, Torino              |                                                |
| 2005 | David Rose – Ed Douglas                                                                     | Le regioni del cuore                                                                        | Cda & Vivalda Editori, Torino            |                                                |
| 2006 | Erri De Luca                                                                                | Sulla traccia di Nives                                                                      | Mondadori, Milano                        |                                                |
| 2007 | Tim Parks                                                                                   | Il silenzio di Cleaver                                                                      | Il Saggiatore, Milano                    |                                                |
| 2008 | Annibale Salsa                                                                              | Il tramonto delle identità tradizionali, Spaesamento e disagio esistenziale nelle Alpi      | Priuli & Verlucca, Scarmagno (To)        |                                                |
| 2009 | Christoph Ransmayr                                                                          | La montagna volante                                                                         | Feltrinelli, Milano                      |                                                |
| 2010 | Claudio Rigon                                                                               | I fogli del capitano Michel                                                                 | Einaudi, Torino                          |                                                |
| 2011 | Denis Urubko                                                                                | Colpevole d'alpinismo                                                                       | Priuli & Verlucca, Scarmagno (To)        |                                                |
| 2015 | Mario Casella                                                                               | Nero-Bianco-Nero                                                                            | Gabriele Capelli Editore                 | Premio ITAS (opera classica)                   |
| 2015 | Tony Howard                                                                                 | La montagna dei folletti                                                                    | Edizioni Versante Sud                    | Opera prima                                    |
| 2016 | Robert Macfarlane                                                                           | Le antiche vie                                                                              | Giulio Einaudi Editore                   | Premio ITAS (opera classica)                   |
| 2016 | Amin Hammani                                                                                | La Vendetta del Titano                                                                      | Mondadori, Milano                        | Narrativa per ragazzi                          |
| 2017 | Paolo Cognetti                                                                              | Le otto montagne                                                                            | Einaudi Editore                          | Narrativa                                      |
| 2017 | Diego Leoni                                                                                 | La guerra verticale                                                                         | Einaudi Editore                          | Non narrativa                                  |
| 2017 | Margi Preus                                                                                 | Il segreto di Espen                                                                         | EDT                                      | Narrativa per ragazzi                          |
| 2018 | Roberto Casati                                                                              | La lezione del freddo                                                                       | Einaudi Editore                          | Narrativa                                      |
| 2018 | Sandy Allan                                                                                 | La cresta infinita                                                                          | Alpine Studio                            | Non narrativa                                  |
| 2018 | Séverine Gauthier & Amélie Fléchais                                                         | L'uomo montagna                                                                             | Tunuè                                    | Narrativa per ragazzi                          |
| 2019 | Simon McCartney                                                                             | Il legame                                                                                   | Alpine Studio                            | Narrativa                                      |
| 2019 | Manolo                                                                                      | Eravamo immortali                                                                           | Fabbri Editori                           | Non narrativa                                  |
| 2019 | Alessandro Boscarino                                                                        | K2. Storia della montagna impossibile                                                       | Rizzoli                                  | Narrativa per ragazzi                          |
| 2020 | Franco Brevin                                                                               | Il libro della neve                                                                         | Il Mulino                                | Ricerca e Ambiente e Vincitore Assoluto        |
| 2020 | Silvia Giorcelli Bersani                                                                    | L’impero in quota                                                                           | Einaudi                                  | Vita e storie di montagna                      |
| 2020 | Nicola Giovanelli                                                                           | Trail Running & Ultra Trail                                                                 | Mulatero                                 | Guide e mappe                                  |
| 2020 | Doug Scott                                                                                  | Ogre. Il settemila impossibile                                                              | Corbaccio                                | Alpinismo e sport di montagna                  |
| 2020 | Ester Armanino e Nicola Magrin                                                              | Una balena va in montagna                                                                   | Salani                                   | Libri per ragazzi                              |
| 2020 | Mario Cerato                                                                                | Le radici dei boschi. La questione forestale nel Tirolo italiano durante l‘Ottocento        | Publistampa                              | Menzione speciale Trentino                     |
| 2021 | Marco Albino Ferrari                                                                        | Mia sconosciuta                                                                             | Ponte alle Grazie                        | Vita e storie di montagna e Vincitore Assoluto |
| 2021 | Daniele Zovi                                                                                | Autobiografia della neve                                                                    | UTET                                     | Ricerca e Ambiente                             |
| 2021 | AA.VV.                                                                                      | Ussita (Monti Sibillini)                                                                    | Ediciclo editore                         | Guide e mappe                                  |
| 2021 | Bernadette McDonald                                                                         | Winter 8000                                                                                 | Mulatero                                 | Alpinismo e sport di montagna                  |
| 2021 | Damir Karakǎs                                                                               | Memorie della foresta                                                                       | BBE editore                              | Libri per ragazzi                              |
| 2021 | Cesare Poppi                                                                                | Saggi di antropologia ladina                                                                | Istitut Cultural Ladin                   | Menzione speciale editori e autori trentini    |
| 2022 | Sergio Luzzatto                                                                             | Giù in mezzo agli uomini. Vita e morte di Guido Rossa                                       | Einaudi                                  | Ricerca e Ambiente e Vincitore Assoluto        |
| 2022 | Hervé Barmasse                                                                              | Cervino. La montagna leggendaria                                                            | Rizzoli                                  | Alpinismo e sport di montagna                  |
| 2022 | AA.VV.                                                                                      | Sentiero Italia CAI                                                                         | Idea Montagna                            | Guide e mappe                                  |
| 2022 | Alessandra Viola e Rosalba Vitellaro                                                        | Il pianeta di Greta                                                                         | Einaudi                                  | Libri per ragazzi                              |
| 2022 | Carmine Abate                                                                               | Il cercatore di luce                                                                        | Mondadori                                | Vita e storie di montagna                      |
| 2022 | Maurizio Gentilini                                                                          | Ho scalato un ideale. Armando Aste, uomo e alpinista                                        | Vita Trentina editrice                   | Menzione speciale editori e autori trentini    |
| 2023 | Monika Helfer                                                                               | Moosbrugger                                                                                 | Keller                                   | Vita e storie di montagna e Vincitore Assoluto |
| 2023 | Mick Conefrey                                                                               | L'ultima grande montagna                                                                    | Mulatero                                 | Alpinismo e sport di montagna                  |
| 2023 | Diego Filippi e Fabrizio Rattin                                                             | Alpinismo facile in Trentino Alto-Adige                                                     | Versante Sud                             | Guide e mappe                                  |
| 2023 | Lana Bragin, Stefanel Spiegel, Tobias Weber e Björn Köcher                                  | Il grande libro delle Alpi                                                                  | Slow Food editore                        | Libri per ragazzi                              |
| 2023 | Michil Costa                                                                                | FuTurismo. Un accorato appello contro la monocultura turistica                              | Raetia                                   | Ricerca e ambiente                             |
| 2023 | Silvio Agostini                                                                             | Gli imprudenti. Animi assetati di altezza e di infinito                                     | La Grafica                               | Menzione speciale editori e autori trentini    |